# علم الطفيليات

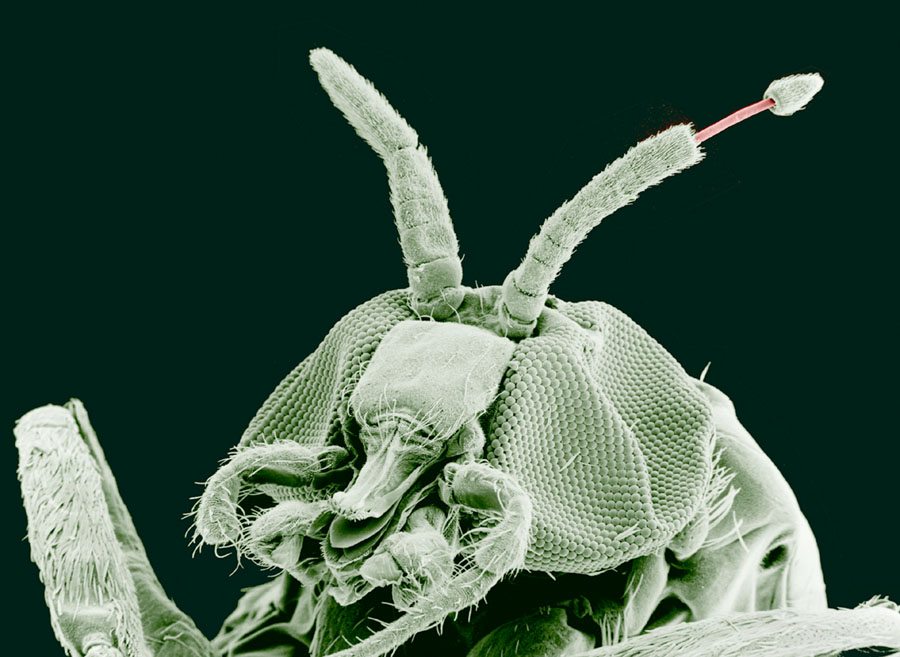
بعوضة سوداء بالغة مع دودة كلابية الذنب المتلوية متصاعدة من قرن استشعار الحشرة، والطفيلي هو المسؤول عن المرض المعروف باسم عمى النهر في أفريقيا.

علم الطفيليات (بالإنجليزية: Parasitology)‏ هو العلم الذي يُعنى بدراسة الطفيليات وعلاقتها مع الجسم المضيف.
لا يحدد نطاق علم الطفيليات حيوياً من قِبَل الكائن الحي أو البيئة المعنية، ولكن بطريقتهم في الحياة. وهذا يعني أنها تشكل توليفة من التخصصات الأخرى، وتعتمد على تقنيات من مجالات مثل بيولوجيا الخلية، والمعلوماتية الحيوية، والكيمياء الحيوية، وعلم الأحياء الجزيئي، وعلم المناعة، وعلم الوراثة، والتطور، وعلم البيئة.

## التجمعات
التطفل هو العلاقة بين كائنين أحدهما (الطفيل) يتغذى على الآخر (العائل).
وهناك أنواع أخرى من التجمعات يمكن أن تنشأ بين الكائنات الحية وأهمها:
- التطاعم (المؤاكلة)/ وهي تشبه التطفل ولكن المخلوق الصغير هنا يُدعى المطاعم ولا يسبب أي ضرر للمضيف، كما أن المضيف لا يناله أي فائدة جراء هذا التجمع.
- المقايضة/ وهو نوع من التجمع بين مخلوقين يستفيد كل منهما من الآخر، ولكن هذا الارتباط ليس إجباريا لحياة كليهما.
- التعايش (المنفعة)/ هي نوع من التجمع الدائم الذي ينشأ بين مخلوقين يعتمد كل منهما على الآخر في الغذاء أو المأوى بشكل إجباري، بحيث لايمكن لأحدهما العيش من دون الآخر.
- الارتمام (الحياة الرمية)/ ويعتمد المخلوق الصغير هنا في غذائه على فضلات المضيف كالمتحول القولوني، والذي يتغذى على الفضلات البشرية ضمن القولون.
- الافتراس/ وهو اعتماد مخلوق كبير على مخلوق أصغر في الغذاء مسببا وفاته، ويسمى المخلوق الكبير بالمفترس.

## المجالات
تعني دراسة هذه الكائنات المتنوعة أن هذا الموضوع غالبا ما يتم تقسيمه إلى وحدات أبسط وأكثر تركيزًا، والتي تستخدم تقنيات شائعة، حتى وإن لم تكن تدرس نفس الكائنات أو الأمراض. وتقع الكثير من البحوث في علم الطفيليات في مكان ما بين اثنين أو أكثر من هذه التعريفات. وبشكل عام، تقع دراسة بدائيات النوى تحت مجال علم الجراثيم بدلا من الطفيليات.

### طبيًا

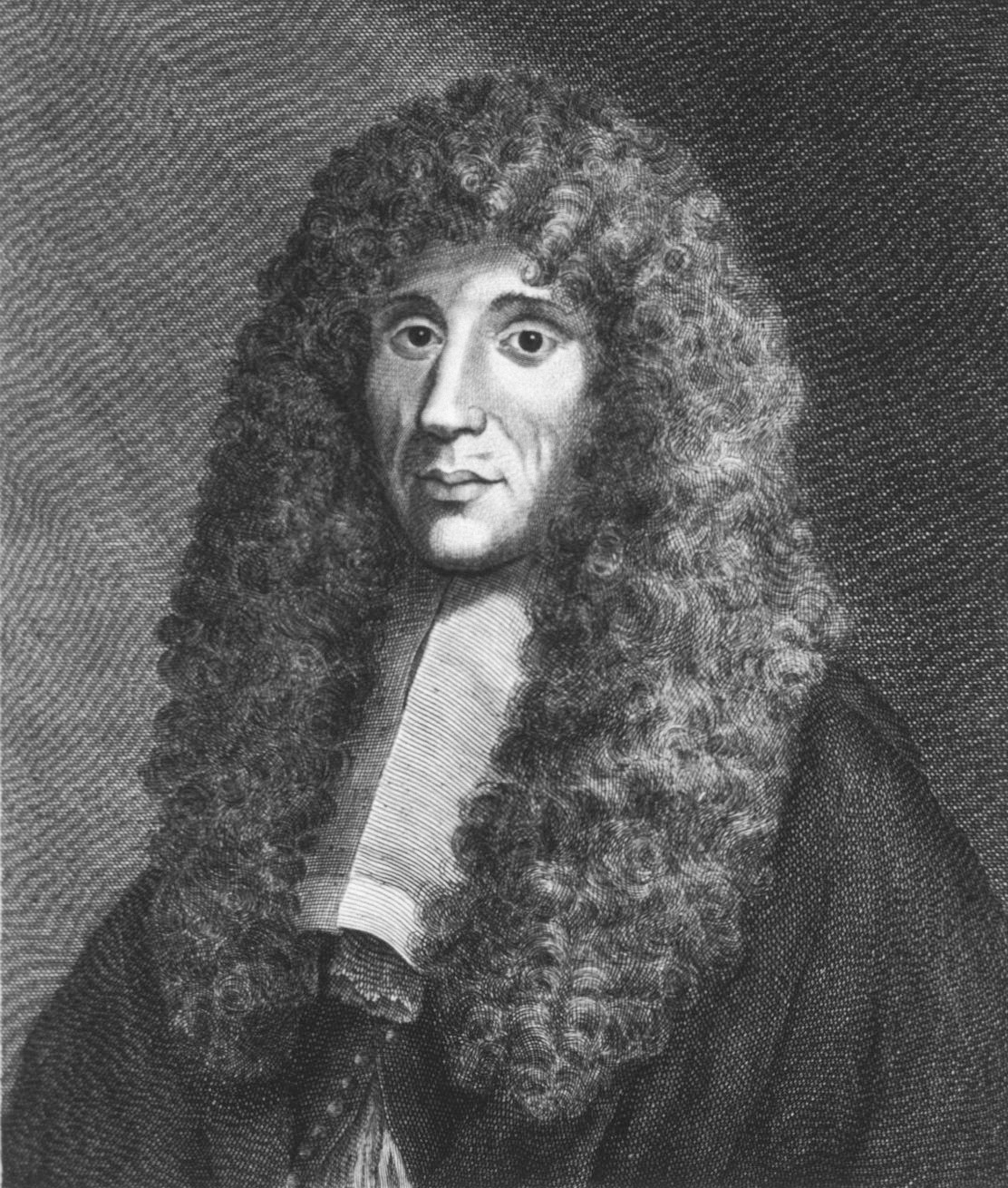
كان الإيطالي فرانسيسكو ريدي، الذي يعتبر أبو علم الطفيليات الحديث، أول من أدرك ووصف تفاصيل العديد من الطفيليات الهامة بشكل صحيح.

أشار عالم الطفيليات كوكس إلى أن «البشر يستضيفون ما يقرب من 300 نوع من الديدان الطفيلية، وأكثر من 70 نوعًا من الطفيليات، بعضها مشتق من أسلافنا الرئيسيين وبعضها تم الحصول عليه من الحيوانات التي قمنا بتربيتها أو تم الاتصال بها خلال تاريخنا القصير نسبيًا على الأرض».
علم الطفيليات الطبية هو واحد من أكبر المجالات في علم الطفيليات، حيث يتعامل مع الطفيليات التي تصيب البشر، والأمراض التي تسببها، والصور السريرية والاستجابة التي يولدها البشر ضدهم، كما أنه يهتم بالطرق المختلفة لتشخيصها، وعلاجها، والوقاية منها، ومكافحتها. فالطفيلي هو كائن حي يعيش على أو داخل كائن حي آخر يدعى المضيف، وتشمل هذه الكائنات:
- المُتَصَوِّرة: وهي جنس من الأوليات الطفيلية[5][6][7] تسبب الملاريا، والأنواع الأربعة التي تصيب الإنسان هي المتصورة النشيطة Plasmodium vivax، المتصورة المنجلية Plasmodium falciparum، المتصورة البيضية Plasmodium ovale، المتصورة الوبالية Plasmodium malariae.
- ليشمانيا دونوفانية وهو كائن وحيد الخلية يسبب داء الليشمانيات.
- الأميبا والجياردية التي تسبب العدوى المعوية (زحار وإسهال).
- الكائنات متعددة الخلايا والديدان المعوية، مثل: البلهارسيا، وفخرية بنكروفتية، ودودة الانسيلوستوما، والدودة الشريطية.
- الطفيليات الخارجية، مثل: القراد، والقمل، والقارمة الجربية.

كما يمكن أن تشمل الطفيليات الطبية تطوير الأدوية، والدراسات الوبائية، ودراسة الأمراض حيوانية المنشأ.

### بيطريًا
دراسة الطفيليات التي تسبب خسائر اقتصادية في الزراعة أو عمليات تربية الأحياء المائية، أو التي تصيب الحيوانات المرافقة، ومن أمثلة الأنواع التي تم دراستها:
- الخشف الزغبي (Lucilia sericata) التي تضع بيضها على جلد الحيوانات، وعندما يفقس يؤذي الحيوان ويسبب خسارة اقتصادية للمزارع.
- سوس أذن القط (Otodectes cynotis).

### هيكليًا
دراسة هياكل البروتينات من الطفيليات، وقد يساعد تحديد بنية البروتين الطفيلية على فهم أفضل لكيفية عمل هذه البروتينات بشكل مختلف عن البروتينات المتجانسة في البشر. وبالإضافة إلى ذلك، قد تساعد بنية البروتين في تعريف عملية اكتشاف الدواء.

### كميًا
تُظهِر الطفيليات توزيعًا مُجمَّعًا بين الأفراد المضيفين، وبالتالي فإن غالبية الطفيليات تعيش في أقلية من المضيفين، وتجبر هذه الميزة علماء الطفيليات على استخدام منهجيات إحصائية حيوية متقدمة.

### علم البيئة الطفيلية
يمكن أن تقدم الطفيليات معلومات حول البيئة السكانية للمضيف، ففي بيولوجيا مصايد الأسماك على سبيل المثال، يمكن استخدام المجتمعات الطفيلية للتمييز بين المجموعات السكانية المتميزة من نفس الأنواع السمكية التي تسكن في منطقة ما. وبالإضافة إلى ذلك، تمتلك الطفيليات مجموعة متنوعة من السمات المتخصصة واستراتيجيات تاريخ الحياة التي تمكنها من استعمار المضيفين. ويمكن لفهم هذه الجوانب من بيئة الطفيليات أن يسلط الضوء على استراتيجيات تجنب الطفيليات المستخدمة من قِبَل المضيفين.

### علم الحفظ الحيوي للطفيليات
يهتم علم الحفظ الحيوي بحماية وحفظ الأنواع المعرضة للخطر، بما في ذلك الطفيليات، فهناك نسبة كبيرة من أنواع الطفيليات مهددة بالانقراض، ويرجع ذلك جزئياً إلى الجهود المبذولة للقضاء على الطفيليات التي تصيب الإنسان أو الحيوانات الأليفة، أو تضر بالاقتصاد البشري، وأيضا بسبب تدهور أو تفتيت المجتمعات المضيفة وانقراض الأنواع المضيفة.

### علم التصنيف والتطور
إن التنوع الهائل بين الكائنات الطفيلية يخلق تحديًا لعلماء الأحياء الذين يرغبون في وصفهم وتصنيفهم، وقد كانت التطورات الحديثة في استخدام الحمض النووي لتحديد الأنواع المنفصلة وللتحقق من العلاقة بين المجموعات في مختلف المقاييس التصنيفية مفيدة بشكل كبير لعلماء الطفيليات، حيث تنحل العديد من الطفيليات، مما يؤدي لاختفاء العلاقات بين الأنواع.

## تاريخ

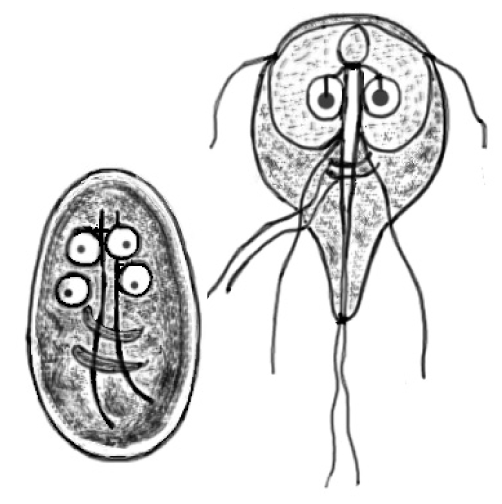
كيسة ويافعة من الجيارديا، التي تسبب داء الجيارديات. وتمت ملاحظة هذا النوع لأول مرة من قِبل أنطوني فان ليفينهوك عام 1681.

لاحظ أنطوني فان ليفينهوك الجيارديا Giardia lamblia في عام 1681، وقام برسمها، وكان ذلك أول طفيلي من الطفيليات البشرية التي سجلها، وأول طفيلي تم رؤيته تحت المجهر.
وبعد بضع سنوات، في عام 1687، نشر علماء الأحياء الإيطاليان كوزيمو بونمو وجياشينتو سيستوني أن الجرب سببه القارِمَة الجَرَبية Sarcoptes scabiei، مما يجعل الجرب المرض الأول الذي يصيب البشر وله عامل مسبب مجهري معروف. وفي نفس المنشور، وصف فرانشيسكو ريدي أيضا الطفيليات الخارجية والداخلية موضحا القراد، ويرقات الذباب الأنفي للغزلان، والمتورقة الكبدية في الأغنام. كما وصف وصوّر في كتابه السابق (1684) (ملاحظات على الحيوانات الحية الموجودة في الحيوانات الحية) أكثر من 100 طفيلي بما في ذلك الدودة الأسطوانية البشرية، وأشار إلى أن الطفيليات تتطور من البيض، مما يناقض نظرية التولد الذاتي.
تطور علم الطفيليات الحديثة في القرن التاسع عشر مع ملاحظات دقيقة من قِبَل العديد من الباحثين والأطباء. وفي عام 1828، وصف جيمس أنيشرلي داء الأميبات، والالتهابات الطفيلية للأمعاء والكبد، على الرغم من عدم اكتشاف العامل الممرض (متحولة حالة للنسج) حتى عام 1873 بواسطة فريدريش لوش. واكتشف جيمس باجت الديدان الخيطية المعوية (Trichinella spiralis) في البشر في عام 1835، بينما وصف جيمس ماكونيل المتورقة الكبدية في البشر في عام 1875. واكتشف باتريك مانسون دورة حياة داء الفيل، الذي تسببت فيه الديدان الخيطية التي ينقلها البعوض عام 1877. وتوقع مانسون كذلك أن طفيلي الملاريا (المتصورة) كان لديه ناقلات البعوض، وأقنع رونالد روس بالتحقيق والفحص، ثم أكد روس أن التنبؤ كان صحيحًا في 1897-1898. وفي الوقت نفسه، وصف جيوفاني باتيستا غراسي وآخرين مراحل دورة حياة طفيل الملاريا في بعوض الأنوفيلة، وحصل روس على جائزة نوبل عام 1902 عن أعماله، بينما لم يحصل عليها غراسي.